# Leonardo Sequeira
Leonardo Exequiel Sequeira (La Banda, Santiago del Estero, Argentina; 26 de abril de 1995) es un futbolista profesional argentino que juega como extremo en Huracán de la Primera División de Argentina.

## Trayectoria
Comenzó su carrera en Central Córdoba, luego de juveniles en Agua y Energía y Vélez de San Ramón.
Hizo su debut absoluto el 26 de marzo de 2014 contra Gimnasia y Esgrima, jugando los últimos veinticinco minutos en la victoria por 1-0 en el Torneo Federal A.
En noviembre siguiente, Sequeira anotó su primer gol en una victoria contra Unión Aconquija que aseguró el ascenso a la Primera B Nacional 2015.
El 16 de agosto de 2017, fichó como cedido por el Belgrano de la Primera División argentina.
Su debut en la máxima categoría fue contra Tigre el 22 de septiembre.
Hizo la aparición número 100 de su carrera durante un empate ante Defensa y Justicia el 12 de marzo de 2018.
Belgrano fichó en propiedad a Sequeira al finalizar la temporada 2017-18.
El 10 de diciembre de 2021, Sequeira firmó un nuevo contrato con Belgrano hasta finales de 2023 y simultáneamente fue cedido al club Querétaro de la Liga MX para la temporada 2022, con opción de compra.
En 2023, Sequeira se convirtió en el primer refuerzo invernal del Real Oviedo. Arribó al Requexón el 7 de diciembre y comenzó a entrenar con el equipo. Tras un periodo de pruebas, logró superar la evaluación impuesta por el entrenador Álvaro Cervera, asegurando así su incorporación al club.
En 2023, Sequeira se trasladó a Chile y se incorporó al Everton de Viña del Mar. En noviembre de ese mismo año, renovó su contrato hasta diciembre de 2025.
En febrero de 2024 se unió cedido a Peñarol de Uruguay y tuvo un desempeño destacado, especialmente durante el primer semestre de ese año, donde jugó 37 partidos y marcó siete goles en el Torneo Apertura. Contribuyó significativamente al éxito del equipo, ayudando al carbonero a ganar el Campeonato Uruguayo y a llegar a las semifinales de la CONMEBOL Libertadores. Sin embargo, su rendimiento decayó en la segunda mitad del año debido a una lesión de rodilla. Finalmente, se fue de Peñarol porque no hubo una oferta de compra para adquirir su ficha, ya que llegó en préstamo desde el Grupo Pachuca.
En enero de 2025, Sequeira se unió a Huracán, donde firmó un contrato laboral hasta diciembre de 2027. Su llegada al globo no involucró un pago directo por su ficha, sino una negociación que permitió al club conservar el 20% de los derechos económicos del jugador.El 2 de abril, anotó un doblete por la primera jornada de la fase de grupos de la Copa Sudamericana ante Corinthians de Brasil. Sus goles fueron en los minutos 6 y 37 del primer tiempo, lo que ayudó a Huracán a ganar 2-1 en el Neo Química Arena de São Paulo.

## Estadísticas

### Clubes
Actualizado hasta su último partido disputado el 1 de junio de 2025.
| Club                            | Div.          | Temporada     | Liga  | Liga  | Liga   | Copas nacionales | Copas nacionales | Copas nacionales | Torneos internacionales | Torneos internacionales | Torneos internacionales | Total | Total | Total  |
| Club                            | Div.          | Temporada     | Part. | Goles | Asist. | Part.            | Goles            | Asist.           | Part.                   | Goles                   | Asist.                  | Part. | Goles | Asist. |
| ------------------------------- | ------------- | ------------- | ----- | ----- | ------ | ---------------- | ---------------- | ---------------- | ----------------------- | ----------------------- | ----------------------- | ----- | ----- | ------ |
| Central Córdoba (SdE) Argentina | 3.ª           | 2013-14       | 6     | 0     | 0      | 1                | 0                | 0                | —                       | —                       | —                       | 7     | 0     | 0      |
| Central Córdoba (SdE) Argentina | 3.ª           | 2014          | 10    | 2     | 0      | —                | —                | —                | —                       | —                       | —                       | 10    | 2     | 0      |
| Central Córdoba (SdE) Argentina | 2.ª           | 2015          | 24    | 0     | 0      | —                | —                | —                | —                       | —                       | —                       | 24    | 0     | 0      |
| Central Córdoba (SdE) Argentina | 2.ª           | 2016          | 9     | 0     | 0      | —                | —                | —                | —                       | —                       | —                       | 9     | 0     | 0      |
| Central Córdoba (SdE) Argentina | 2.ª           | 2016-17       | 36    | 8     | 2      | —                | —                | —                | —                       | —                       | —                       | 36    | 8     | 2      |
| Central Córdoba (SdE) Argentina | 1.ª           | 2021          | 21    | 3     | 2      | 9                | 3                | 1                | —                       | —                       | —                       | 30    | 6     | 3      |
| Central Córdoba (SdE) Argentina | Total club    | Total club    | 106   | 13    | 4      | 10               | 3                | 1                | 0                       | 0                       | 0                       | 116   | 16    | 5      |
| C. A. Belgrano Argentina        | 1.ª           | 2017-18       | 22    | 1     | 1      | 1                | 0                | 0                | —                       | —                       | —                       | 23    | 1     | 1      |
| C. A. Belgrano Argentina        | 1.ª           | 2018-19       | 23    | 2     | 0      | 3                | 2                | 0                | —                       | —                       | —                       | 26    | 4     | 0      |
| C. A. Belgrano Argentina        | 2.ª           | 2019-20       | 16    | 1     | 1      | 1                | 0                | 0                | —                       | —                       | —                       | 17    | 1     | 1      |
| C. A. Belgrano Argentina        | 2.ª           | 2020          | 6     | 0     | 0      | —                | —                | —                | —                       | —                       | —                       | 6     | 0     | 0      |
| C. A. Belgrano Argentina        | Total club    | Total club    | 67    | 4     | 2      | 5                | 2                | 0                | 0                       | 0                       | 0                       | 72    | 6     | 2      |
| Querétaro F. C. · México        | 1.ª           | C-2022        | 16    | 4     | 2      | —                | —                | —                | —                       | —                       | —                       | 16    | 4     | 2      |
| Querétaro F. C. · México        | 1.ª           | A-2022        | 13    | 0     | 0      | —                | —                | —                | —                       | —                       | —                       | 13    | 0     | 0      |
| Querétaro F. C. · México        | Total club    | Total club    | 29    | 4     | 2      | 0                | 0                | 0                | 0                       | 0                       | 0                       | 29    | 4     | 2      |
| Real Oviedo · España            | 2.ª           | 2022-23       | 12    | 1     | 0      | 1                | 0                | 0                | —                       | —                       | —                       | 13    | 1     | 0      |
| Real Oviedo · España            | Total club    | Total club    | 12    | 1     | 0      | 1                | 0                | 0                | 0                       | 0                       | 0                       | 13    | 1     | 0      |
| Everton de Viña del Mar · Chile | 1.ª           | 2023          | 14    | 2     | 1      | 1                | 0                | 0                | —                       | —                       | —                       | 15    | 2     | 1      |
| Everton de Viña del Mar · Chile | Total club    | Total club    | 14    | 2     | 1      | 1                | 0                | 0                | 0                       | 0                       | 0                       | 15    | 2     | 1      |
| C. A. Peñarol · Uruguay         | 1.ª           | 2024          | 28    | 7     | 2      | 1                | 0                | 0                | 9                       | 0                       | 0                       | 38    | 7     | 2      |
| C. A. Peñarol · Uruguay         | Total club    | Total club    | 28    | 7     | 2      | 1                | 0                | 0                | 9                       | 0                       | 0                       | 38    | 7     | 2      |
| C. A. Huracán Argentina         | 1.ª           | 2025          | 16    | 1     | 1      | 1                | 0                | 0                | 6                       | 2                       | 0                       | 23    | 3     | 1      |
| C. A. Huracán Argentina         | Total club    | Total club    | 16    | 1     | 1      | 1                | 0                | 0                | 6                       | 2                       | 0                       | 23    | 3     | 1      |
| Total carrera                   | Total carrera | Total carrera | 272   | 32    | 12     | 19               | 5                | 1                | 15                      | 2                       | 0                       | 306   | 39    | 13     |
| 1. 2.                           |               |               |       |       |        |                  |                  |                  |                         |                         |                         |       |       |        |

## Palmarés

### Títulos nacionales
| Título              | Club          | País    | Año    |
| ------------------- | ------------- | ------- | ------ |
| Primera División    | C. A. Peñarol | Uruguay | A-2024 |
| Primera División    | C. A. Peñarol | Uruguay | C-2024 |
| Campeonato Uruguayo | C. A. Peñarol | Uruguay | 2024   |